# Gaston Allaire
Joseph Georges-Émile Gaston Allaire (* 18. Juni 1916 in Berlin, New Hampshire; † 15. Januar 2011) war ein kanadischer Musikwissenschaftler und -pädagoge, Pianist, Organist und Komponist.

## Leben
Allaire war von 1940 bis 1947 am Conservatoire national in Montreal Klavierschüler von Auguste Descarries und Orgelschüler von Eugène Lapierre. Von 1948 bis 1950 studierte er Kontrapunkt, Orchestration und Komposition bei George Rochberg in Philadelphia, von 1953 bis 1956 Musikgeschichte und Komposition an der University of Connecticut.
In den 1960er Jahren unternahm er Studienreisen durch Europa. Er unterrichtete von 1962 bis 1967 am Loyola College in Montreal, dann ein Jahr an der Universität Montreal und schließlich bis zu seiner Emeritierung 1984 an der Université de Moncton, wo ihm später der Titel eines Professor emeritus verliehen wurde.
Allaire veröffentlichte Artikel in musikalischen Fachzeitschriften wie die Pariser Revue de musicologie und der The Music Scene, außerdem auch für die Journale der Universitäten Boston und Moncton. Für die Herausgabe der Magnificats von Claudin de Sermisy (1970) erhielt er einen Preis des Canada Council. Von 1968 bis 1971 war er Präsident der Canadian Society for Traditional Music (CSMT).
Ende der 1960er Jahre gab Allaire zahlreiche Orgel- und Klavierkonzerte bei der CBC. Neben einer Orchestersuite komponierte er Motetten, eine Messe, Orgelwerke sowie Filmmusiken.

## Werke
- Suite laurentienne für Orchester, UA 1949
- Orgelstück über französische Weihnachtslieder, 1951
- Filmmusik zu The Man on the Beach
- Noël! Noël! Noël! für gemischten Chor und Orchester, 1959
- Marche, 1964–65
- Petite Suite, 1964–65
- Präludium und Fuge für Streichorchester

## Schriften
- Les messes de Claudin de Sermisy, Revue de musicologie 1967
- La rythmique de notre langue parlée, Revue de'l Université de Monceton, 1968
- L'essor de l'imprimerie musicale en France sous François 1er, ebd. 1969
- (Hrsg.) Claudin de Sermisy's Magnificats, American Institute of Musicology 1970
- The Theory of Hexachords, Solmization and the Modal System, ebd. 1972
- (Hrsg.) Holy Week Music, ebd. 1972